# وزارة الشباب والرياضة (مصر)
وزارة الشباب والرياضة هي الوزارة المسئولة عن تخطيط وتنظيم كل ما يتعلق بالشباب والرياضة في مصر، تأسست الوزارة سنة 1980

## الهيكل التنظيمي

### المراكز
- المركز الرياضي لتدريب الفرق الرياضية القومية المصرية
- المراكز المتخصصة للطب الرياضي
- المنشأت الرياضية والشبابية المملوكة أو المخصصة أو التابعة للوزارة[1]

### الهيئات
- الهيئة العامة لإستاد القاهرة الرياضي[1]

### المجالس
- المجلس القومي للرياضة تم إلغائه عام 2022.[1]
- المجلس القومي للشباب تم إلغائه عام 2022.[1]

### الصناديق
- صندوق التمويل الأهلي لرعاية النشء والشباب والرياضة.[2][3][4]

### الشركات
- شركة المدن للخدمات الرياضية و الشبابية[5][6]

## الوزراء
- عبد المنعم عمارة (رئيس المجلس الأعلى للشباب والرياضة).[7]
- علي الدين هلال (وزير الشباب)
- العامري فاروق (وزير الرياضة)، أسامة ياسين (وزير الشباب)
- طاهر أبو زيد (وزير الرياضة)، خالد عبد العزيز (وزير الشباب)
- خالد عبد العزيز (وزير الشباب والرياضة)
- أشرف صبحي (وزير الشباب والرياضة)

## وصلات خارجية
- الموقع الرسمي